# Dirk Mudge
Dirk Frederick Mudge (Otjiwarongo, 16 januari 1928 – Windhoek, 26 augustus 2020) was een Namibisch politicus en boer. Hij was Afrikaner van afkomst.

## Biografie
Dirk Mudge studeerde aan de Universiteit van Stellenbosch en vestigde zich daarna als boer in Namibië. Hij erfde van zijn ouders een enorm boerenbedrijf. Mudge sloot zich aan bij de Nasionale Party van Suidwes-Afrika (NPSWA), de afdeling van de regerende Zuid-Afrikaanse Nasionale Party (NP). In 1961 werd hij voor de NPSWA in de Wetgevende Vergadering van Zuidwest-Afrika (de toenmalige benaming van het door Zuid-Afrika bestuurde Namibië) gekozen. Mudge behoorde tot de meer "verlichte" leden van de NPSWA en was voorstander van geleidelijke onafhankelijkheid voor Zuidwest-Afrika.
In de jaren 70 wijzigde Pretoria haar koers met betrekking tot Zuidwest-Afrika. Om de steun van de bevolking te winnen besloot de Zuid-Afrikaanse regering Zuidwest-Afrika - onder haar voorwaarden - onafhankelijkheid in het vooruitzicht te stellen. Mudge, inmiddels een van de leiders van de NPSWA, organiseerde samen met voormannen van andere partijen en groeperingen in opdracht van premier John Vorster in november 1974 de Turnhalle Constitutionele Conferentie (TCC). Het doel van de TCC was een grondwetgevende vergadering in te stellen om de onafhankelijkheid van Zuidwest-Afrika voor te bereiden. Mudge streefde naar een multiraciale samenleving en de afschaffing van apartheid in Zuidwest-Afrika. Hij werd hierin - ironisch genoeg - door de Zuid-Afrikaanse regering gesteund. De NPSWA bleef echter onverkort vasthouden aan apartheid. In 1977 stapte Mudge uit de NPSWA en stichtte de Republikeinse Party (RP) die samenwerking tussen de verschillende bevolkingsgroepen nastreefde. Aan het einde van de TCC werd de Demokratiese Turnhalle Alliansie (DTA) opgericht. De DTA was een samenwerkingsverband van 11 partijen en groepen die achter de principes van de TCC stonden. De DTA was van meet af aan een multiraciale partij. Mudge werd voorzitter van de DTA. De DTA won de verkiezingen voor de Wetgevende Vergadering van 1978.

### Regeringsleider
Dirk Mudge stelde een kabinet samen en werd op 1 juli 1980 voorzitter van de Overgangsregering van Nationale Eenheid (dat wil zeggen premier) van Zuidwest-Afrika. Zijn regering werd internationaal niet erkend, behalve door Zuid-Afrika. Veel landen erkenden wel de bevrijdingsbeweging SWAPO van Sam Nujoma. Als premier verving Mudge veel Zuid-Afrikaanse ambtenaren door Namibiërs en schafte veel apartheidswetten af. Mudge vond dat de besprekingen met de Zuid-Afrikaanse regering over de onafhankelijkheid te traag verliepen en in januari 1983 trad hij als premier af. In 1985 keerde hij in de voorlopige regering terug als minister van Financiën. Van 17 september tot 16 december 1986 en van 18 juli 1988 en tot 17 oktober 1988 was hij opnieuw voorzitter van de Overgangsregering van Nationale Eenheid.
Bij de verkiezingen van 1989 behaalde de DTA onder leiding van Mudge 28% van de stemmen, goed voor 21 zetels en werd daarmee de grootste oppositiepartij van het land. Na de onafhankelijkheid van Namibië (1990) werd hij oppositieleider. Als oppositieleider voerde hij een krachtige oppositie tegen het bewind van president Sam Nujoma (SWAPO). Een aantal jaren later stapte Mudge uit de politiek.

## Privéleven
Dirk Mudge was getrouwd met Stienie Jacobs en had vijf kinderen. Zijn zoon Henk Mudge (1952) was voorzitter van de Republikeinse Party. Hij ging naar de Nederduitse Gereformeerde Kerk (Zuid-Afrika). Dirk Mudge overleed in 2020 op 92-jarige leeftijd aan een besmetting met COVID-19.